# Mathmos
Mathmos es una empresa británica que vende productos de iluminación, el más famoso de los cuales es la lámpara de lava inventada por su fundador, Edward Craven Walker. Tiene su sede en su fábrica de Poole, Dorset.

## Historia de la empresa

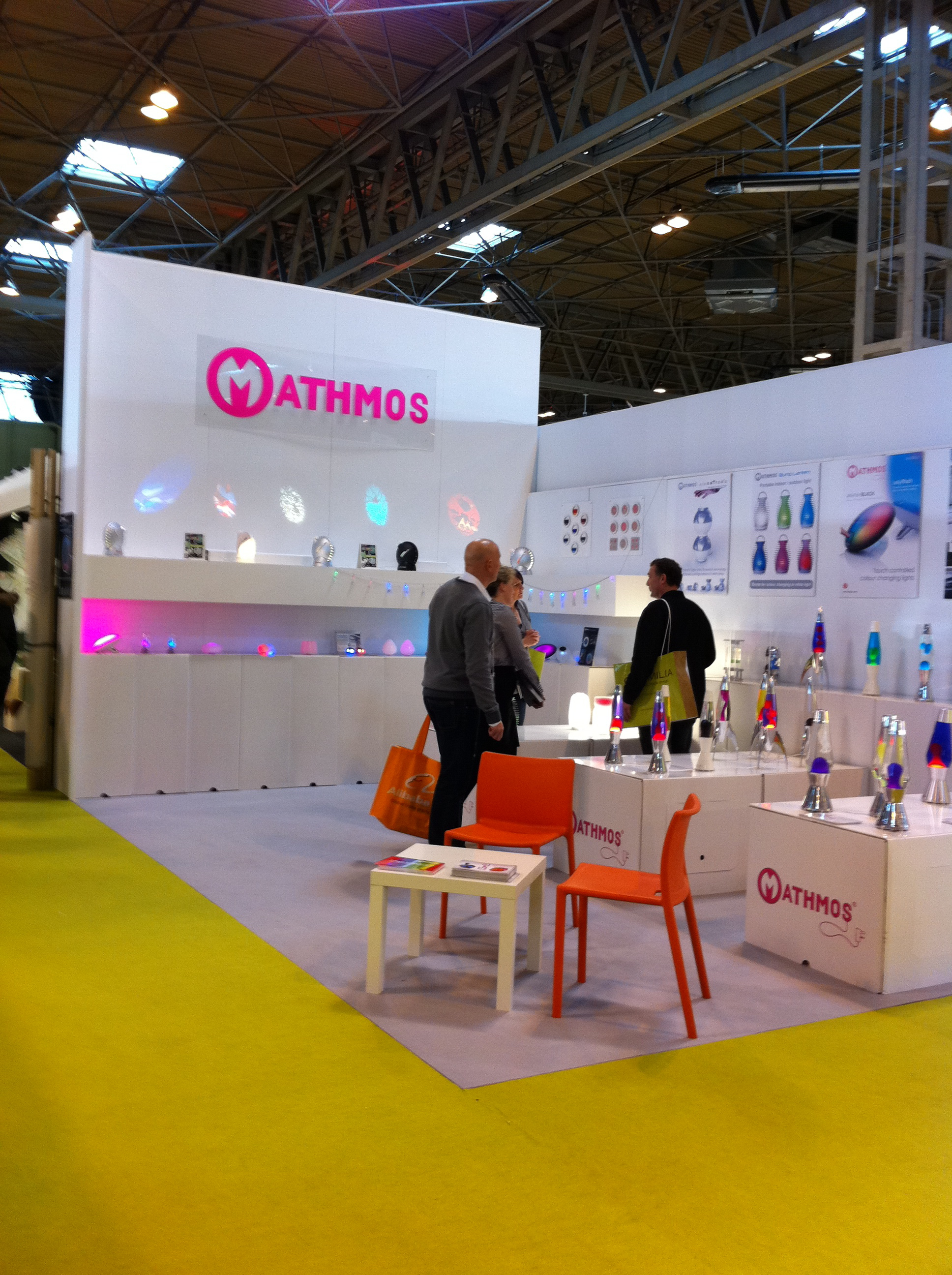
Mathmos en un evento comercial de Birmingham, Inglaterra. Septiembre de 2011.

La lámpara Astro, o lámpara de lava, fue inventada en torno a 1963 por Edward Craven Walker. Era una adaptación de un diseño similar a un reloj de arena que vio en un pub de Dorset, Inglaterra. Edward y Christine Craven Walker concedieron licencias del producto a varios mercados internacionales, pero siguieron fabricándolo ellos mismos para el mercado europeo bajo el nombre original de la empresa, Crestworth. Los derechos de producción y venta de la lámpara en el mercado estadounidense durante el período de vigencia de la patente se vendieron a Lava Simplex International en 1966. Esta empresa ha cerrado su fábrica de EE. UU. y actualmente fabrica las lámparas de lava en China.
En Europa, la producción de los diseños originales de la lámpara de lava de Craven Walker ha sido continua desde principios de los 60 y todavía hoy se lleva a cabo por Mathmos en Poole, Dorset (Reino Unido). La fórmula de Mathmos para la lámpara de lava es la misma que desarrolló inicialmente Craven Walker en los años 60, mejorada con su ayuda en los 90.
Las ventas de la lámpara de lava de Mathmos han sufrido varios altibajos a lo largo de su historia. Después de haberlas vendido por millones en todo el mundo durante los años 60 y 70, sufrieron una fuerte caída y no levantaron cabeza hasta los 90. En 1989 Cressida Granger y David Mulley tomaron las riendas de la empresa original de Walker, Crestworth, ubicada en Poole, Dorset. Le cambiaron el nombre por el de Mathmos en 1992. En la actualidad vende lámparas de lava y otros productos de iluminación ambiental.
El nombre proviene de la película Barbarella, de 1968. Mathmos (o matmos) es el nombre de un lago de lava hirviente que está debajo de la ciudad de Sogo.
Al relanzar en los años 90 las lámparas de lava originales, Mathmos experimentó un considerable aumento de ventas: de 10 000 al año en 1989 a 800 000 en 1999. Mathmos obtuvo dos Premios de la Reina a la exportación junto con varios otros premios empresariales. Edward Craven Walker siguió trabajando en Mathmos como consultor y director de la empresa hasta su muerte en el año 2000.

## Mathmos en la actualidad
Desde 1999, con Cressida Granger como única propietaria, Mathmos ha estado ampliando su gama de productos a la vez que mantenía y expandía la gama de lámparas de lava clásicas Mathmos. Mathmos desarrolla nuevos productos internamente, en el Estudio de diseño Mathmos, así como en colaboración con varios diseñadores externos, como Ross Lovegrove y El Último Grito.
Entre las nuevas líneas está una gama de luces LED recargables que cambian de color; muchas de ellas han obtenido premios de diseño. Mathmos también ha desarrollado nuevas tecnologías de iluminación, como la tecnología Airswitch, que permite al usuario encender y apagar las luces, así como graduar su intensidad, mediante movimientos de la mano sobre la lámpara.
Mathmos también ha realizado innovaciones en su gama de lámparas de lava, como el lanzamiento de Fireflow, la primera lámpara de lava que funciona con velas, en 2009. En 2011 Mathmos lanzó la Smart Astro, la primera lámpara de lava que cambia de color, controlada mediante un chip. Mathmos celebra su 50 aniversario en 2013.

## Premios empresariales y de marketing
Premios de la Reina a la exportación, 2000 y 1997 

Fast Track 100 (3.º crecimiento más rápido de una empresa fabricante, 1999) 

Premio Yell a la mejor página web comercial, 1997 

Premio Best Consumer website de Design Week, 1998

## Premios de diseño de productos
Pantalla "Grito": premio Red Dot, 2006

Luz "Airswitch tc": ganadora del premio Design Homewares de la revista Gift, 2005

"Aduki": distinción de Design Week, 2003

Luz "Tumbler": premio Form, 2001; premio Red Dot, 2002; distinción de Design Week, 2002

"Fluidium": finalista al mejor producto de consumo de Design Week, 2001; finalista al mejor producto de iluminación de la revista FX, 2000

Luz "Bubble": premio a la excelencia en el diseño industrial (IDEA, por sus siglas en inglés), 2001; distinción de D&AD, 2001; premio Red Dot, 2001; premio de iluminación decorativa de la revista Light, 2001

## Exposiciones y anuarios de diseño
Exposición de lámparas de lava vintage de Mathmos de 2009 en el Festival de Diseño de Londres. 

Exposición "Astro", Iconos del diseño, en Harrods y en el Design Museum, 2008.

"Telstar", la Era espacial, Childhood Museum, 2007

“Bubble, Airswitch tc, Aduki ni, Grito”, todas en la colección permanente del Victoria & Albert Museum desde 2006

"Airswitch tc", exposición "Touch Me" en el Victoria & Albert Museum, primavera de 2005

"Fluidium" "Blobjects and Beyond", Museo de arte de San José, 2005

Exposición "Bubble": grandes expectativas, Design Council, 2003

Luz "Aduki": International Design Year Book (Anuario internacional de diseño), 2003

"Tumbler": International Design Year Book (Anuario internacional de diseño), 2002

Exposición de "Bubble" y "Skin" en el Cooper Hewitt Museum de Nueva York, 2001

Exposición de "Bubble" en el Design Council de Nueva York, 2002; International Design Year Book (Anuario internacional de diseño), 2001